# Turgovia Lions
I Turgovia Lions sono stati una squadra svizzera di football americano del Canton Turgovia.
Nel 1996 si sono fusi con i Sankt Gallen Raiders per dare origine ai Seaside Vipers.

## Dettaglio stagioni

### Tackle football

#### Tornei nazionali

##### Campionato

###### Lega Nazionale A/Campionato SAFV
| Stagione | regular season | regular season | regular season | regular season | regular season | regular season | playoff | playoff | playoff | playoff | playoff | playoff   | playoff           |
|          | Vin            | Par            | Per            | Tot            | PF             | PS             | Vin     | Per     | Tot     | PF      | PS      | risultato | avversaria        |
| -------- | -------------- | -------------- | -------------- | -------------- | -------------- | -------------- | ------- | ------- | ------- | ------- | ------- | --------- | ----------------- |
| 1994     | 2              | 0              | 6              | 8              | 54             | 287            | -       | -       | -       | -       | -       | -         | -                 |
| 1995     | 1              | 0              | 7              | 8              | 57             | 259            | 0       | 1       | 1       | 33      | 38      | Wild card | Landquart Broncos |
| Totale   | 3              | 0              | 13             | 16             | 111            | 546            | 0       | 1       | 1       | 33      | 38      |           |                   |

Fonti: Enciclopedia del Football - A cura di Roberto Mezzetti; Sito storico SAFV

###### Lega Nazionale B/Lega B
| Stagione | regular season | regular season | regular season | regular season | regular season | regular season | playoff | playoff | playoff | playoff | playoff | playoff   | playoff    |
|          | Vin            | Par            | Per            | Tot            | PF             | PS             | Vin     | Per     | Tot     | PF      | PS      | risultato | avversaria |
| -------- | -------------- | -------------- | -------------- | -------------- | -------------- | -------------- | ------- | ------- | ------- | ------- | ------- | --------- | ---------- |
| 1992     | 4              | 0              | 4              | 8              | 92             | 135            | -       | -       | -       | -       | -       | -         | -          |
| Totale   | 4              | 0              | 4              | 8              | 92             | 135            | -       | -       | -       | -       | -       |           |            |

Fonte: Sito storico SAFV

###### Prima Lega
| Stagione | regular season | regular season | regular season | regular season | regular season | regular season | playoff | playoff | playoff | playoff | playoff | playoff   | playoff    |
|          | Vin            | Par            | Per            | Tot            | PF             | PS             | Vin     | Per     | Tot     | PF      | PS      | risultato | avversaria |
| -------- | -------------- | -------------- | -------------- | -------------- | -------------- | -------------- | ------- | ------- | ------- | ------- | ------- | --------- | ---------- |
| 1993     | 6              | 0              | 0              | 6              | 177            | 20             | -       | -       | -       | -       | -       | -         | -          |
| Totale   | 6              | 0              | 0              | 6              | 177            | 20             | -       | -       | -       | -       | -       |           |            |

Fonte: Sito storico SAFV

##### Campionati giovanili

###### Under-19/Juniorenliga
| Stagione | regular season | regular season | regular season | regular season | regular season | regular season | playoff | playoff | playoff | playoff | playoff | playoff          | playoff              |
|          | Vin            | Par            | Per            | Tot            | PF             | PS             | Vin     | Per     | Tot     | PF      | PS      | risultato        | avversaria           |
| -------- | -------------- | -------------- | -------------- | -------------- | -------------- | -------------- | ------- | ------- | ------- | ------- | ------- | ---------------- | -------------------- |
| 1994     | 0              | 0              | 8              | 8              | 14             | 375            | -       | -       | -       | -       | -       | -                | -                    |
| 1995     | 3              | 0              | 5              | 8              | 146            | 143            | 0       | 1       | 1       | 0       | 26      | Quarti di finale | Basilisk Meanmachine |
| Totale   | 3              | 0              | 13             | 16             | 160            | 518            | 0       | 1       | 1       | 0       | 26      |                  |                      |

Fonte: Sito storico SAFV

## Palmarès
- 1 Prima Lega (1993)